# Geitlandsjökull
Geitlandsjökull är en glaciär i republiken Island. Den ligger i regionen Västlandet, 80 km nordost om huvudstaden Reykjavík.